# Svantevit
Svantevit (Svetovid, Suvid, Świętowit, Sutvid, Vidvar, Vid, Bela m.fl.) var en gud for krig, frugtbarhed og rigdom i slavisk mytologi. Svantevit er kendt som en hovedgud i vendisk mytologi på grund af beretningen om danskernes angreb på venderne under biskop Absalon og kong Valdemar 1. den Store i 1168.
Den russiske historiker Boris Rybakov har identificeret de fire ansigter på Svantevit med de slaviske guder Perun, Svarog, Lada og Mokosj.
Ifølge en forkert[kilde mangler] russiskbaseret etymologi er betydningen af navnet "verdens-seer" (svjet = verden, vid = syn). Det første led i navnet er dog oldslavisk svętъ (hellig), mens sidste led kan være vit (herre, sejrherre) eller vid (ansigt). Det har også været foreslået, at navnet er fra slavisk svantev, svitanje (morgengry) og adjektivsuffikset it.
I Polen har man fundet en næsten tre meter høj Svantevit-lignende figur med fire ansigter. Den menes at være fra omkring år 1000.
Svantevit-kulten er kun kendt fra kristne kilder. William af Malmesbury og Saxo beskrev den som en frugtbarhedskult. Begge nævner, at statuen holdt et horn i højre hånd, og hvert år blev hornet fyldt med en drik af vand og honning, måske mjød. Ved hjælp af denne drik spåede præsterne, hvordan næste års avl ville blive. 
En alternativ teori er, at Svantevit ikke var en oprindelig slavisk gud, men den kristne Skt. Vitus indarbejdet i vendernes hedenske religion. Både Saxo Grammaticus og den tyske præst Helmold af Bosau mente, at Svantevit havde sin oprindelse i kristen helgenkult, da der skal have været relikvier efter Skt. Vitus i en kirke på Rygen allerede i 900-tallet, og flere af de lokale obotritiske fyrster i regionen i 1000-tallet støttede missionærer og kirkebygning. Svantevit kan have været en lokal, forvansket version af Skt. Vitus. I 1124 mødte den tyske missionær Otto af Bamberg en hedensk præst i Szczecin, der ifølge krønikeskriveren Ebo af Bamberg ikke ville høre om de kristnes gud, som han forbandt med tyske stammefolk, og ikke særlig anderledes end andre guder. Sådan set kan Svantevit-kulten have været en synkretistisk religion, som nogle typer helgenkult i latinamerikanske lande i dag, eller Svantevit-templet kan have været en kristen kirke, der blev taget for at være hedensk, fordi den ikke var tilsluttet den tyske kirke. 
Omvendt har det også været hævdet, at Skt. Vitus var den slaviske Svantevit importeret til kristendommen. Venderne blev i det 10.-13. årh. kristnet i flere omgange, da de gang på gang vendte tilbage til deres hedningetro. Sakserne fra Det Tysk-romerske Rige endte med næsten at udrydde deres kultur, godt hjulpet af danerne.

## Angrebet på Arkona
I midten af 1100-tallet gennemførte Absalon og Valdemar 1. den Store en række hævntogter mod venderne. De kulminerede med indtagelsen af Rygen i 1168. Her indtog de borgen ved Arkona og afbrændte en stor træfigur af den hedenske gud Svantevit. Svantevits tempel ved Arkona på Rygen var Nordeuropas største hedenske helligdom, en træbygning smykket med udskæringer, og det sidste hellige sted, som venderne havde tilbage efter de kristnes togter. I det inderste rum hvor kun ypperstepræsten måtte gå ind, stod statuen, som var gud for ungdom, frugtbarhed og krig. Ifølge Saxo Grammaticus havde statuen fire hoveder, kort hår, studset skæg og en snehvid hest, som han red på i krig. Selv om hesten stod i sin stald hele natten, skete det, at den kunne være svedig om morgenen, hvis Svantevit havde været i kamp. Offergaverne var kvæg, vin og honningkager. Nogle mener, at de fire hoveder symboliserede, at han kunne se hvert af de fire verdenshjørner, men alternative teorier har været, bl.a. at vendernes gud oprindeligt havde haft tre hoveder, og at det fjerde hoved var Skt. Vitus, der var blevet implementeret i den hedenske tro. Keltiske guder havde ofte tre ansigter, eller optrådte som treenigheder.
Fæstningen Arkona lå på et højt plateau beskyttet på tre sider af skrænter, mens den fjerde side lå bagved en høj jordvold med træpalisader. Men en ung kriger fik sine venner til at sætte spyd i tørven, så han kunne klatre op og sætte ild til noget halm lige under det ene porttårn. Ilden bredte om sig, og de danske krigere gik til angreb. Arkonas indbyggere overgav sig, men betingelserne blev hårde: de måtte blive kristne, alle skatter til Svantevit skulle nu sendes til den danske konge, og alle kristne krigsfanger sættes fri. Templets ejendomme overgik til kirken, venderne måtte for fremtiden også deltage i kongens korstog, samt betale en skat på fyrre sølvmønter i året for hvert plovspand. For en sikkerheds skyld tog man også gidsler, og Svantevit-figuren blev hugget op til brænde for hærens suppegryder.
Fredsslutningen blev mødt med ærgrelse blandt hærens folk. De havde ønsket hævn for alle vendiske angreb på danske kyster, og nu fik de ingenting, heller ikke krigsbytte. Ærkebiskop Eskil påpegede, at ved at spare de vantro, ville andre af vendernes kystbyer se, at det lønnede sig at overgive sig. Så fik man dem også som allierede mod andre vantro. Af tømmeret fra kastemaskinerne satte man en trækirke op til at døbe Arkonas indbyggere i. Rygen blev så lagt under Roskilde Bispestol.